# Kellas Peak
Der Kellas Peak ist ein Berggipfel im östlichen Hauptkamm des Himalaya an der Grenze zwischen Sikkim (Indien) und Tibet (VR China).
Der Gipfel wurde zu Ehren des schottischen Bergpioniers Alexander Mitchell Kellas benannt.
Der Kellas Peak hat eine Höhe von 6680 m und befindet sich im äußersten Nordosten der Gebirgsgruppe Janak Himal. Der 6120 m hohe Lhonak La trennt den Kellas Peak von dem nördlich gelegenen Lhonak Peak (6710 m). Nach Süden trennt der Kellas Col (6343 m) den Kellas Peak von einem bisher namenlosen 6640 m hohen Nebengipfel des 4,41 km südsüdöstlich gelegenen Jongsang Ri (7459 m). An der Ostflanke des Kellas Peak strömt der Mittlere Lhonakgletscher in östlicher Richtung. An der Südwest- und Nordwestseite des Kellas Peak erstreckt sich ein Tributärgletscher des Lashargletschers.

## Besteigungsgeschichte
Der Kellas Peak ist noch unbestiegen.